# An der Schockel
An der Schockel war eine Ortslage im Norden der bergischen Großstadt Wuppertal.

## Lage und Beschreibung
Die Ortslage lag im Norden des Wohnquartiers Uellendahl-Ost im Stadtbezirk Uellendahl-Katernberg auf einer Höhe von 286 Metern über Normalnull im Bereich der Theodor-Heuss-Straße und der Straße In den Siepen. Der Name An der Schockel ist als eigenständige Bezeichnung für diese Ortslage mehrheitlich nicht mehr im Bewusstsein der Bevölkerung vorhanden, der ursprüngliche Wohnplatz ist in der geschlossenen Wohnbebauung im genannten Bereich aufgegangen.
Benachbarte Orte sind die Höfe und Ortslagen Am Gebrannten, Auf der Nüll, Duckmaus, Grünenbaum, Bratwurst, Schneis, Webershaus, Neuenbaum, Sonnenblume, In den Siepen, In der Kiepe, Röttgen, Am Neuen Haus, Norkshäuschen, Am Brucher Häuschen, Am Bruch und Soltenkopf.

## Geschichte
Im 19. Jahrhundert gehörte der Hof An der Schockel zur Uellendahler Rotte der Oberbürgermeisterei Elberfeld. Der Ort lag damals direkt an der Grenze der Oberbürgermeisterei zur Bauerschaft Dönberg in der Bürgermeisterei Hardenberg, die 1935 in Neviges umbenannt wurde.
Der Ort ist auf der Topographischen Aufnahme der Rheinlande von 1824 als Schockel und auf der Preußischen Uraufnahme von 1843 als alte Schökel eingezeichnet.
1815/16 lebten in An der Schockel 15 Menschen. Der laut der Statistik und Topographie des Regierungsbezirks Düsseldorf 1832 als Kotten kategorisierte Ort wurde als an der Schockel bezeichnet und besaß zu dieser Zeit zwei Wohnhäuser und drei landwirtschaftliche Gebäude. Zu dieser Zeit lebten 17 Einwohner im Ort, alle evangelischen Glaubens.
Nördlich von An der Schockel verlief ein Kohlenweg von Sprockhövel nach Elberfeld (hier der heutige Westfalenweg und die aufgrund dessen so benannte heutige Kohlstraße) vorbei, auf dem im ausgehenden 18. Jahrhundert und in der ersten Hälfte des 19. Jahrhunderts Steinkohle von den Zechen im südlichen Ruhrgebiet zu den Fabriken im Wuppertal transportiert wurde, das in dieser Zeit das industrielle Herz der Region war.